# Abbaye de Wytham
Wytham Abbey est un manoir historique privé classé Grade I situé dans le village de Wytham, à 5 km au nord-ouest du centre d'Oxford, en Angleterre, près de la Tamise,,,.
L'abbaye se trouve à la lisière de Wytham Woods, une zone forestière anglaise établie de longue date et protégée en tant que site d'intérêt scientifique particulier. Propriété de l'Université d'Oxford, les bois sont utilisés pour la recherche en zoologie et sur le changement climatique. L'abbaye elle-même appartient à la Fondation Effective Ventures avec 25 acres de terrain.

## Histoire
Wytham Abbey est le manoir du petit village de Wytham dans l'Oxfordshire (historiquement Berkshire). Le nom de lieu est enregistré pour la première fois sous le nom de Wihtham vers 957 et on pense qu'il vient du vieil anglais pour une ferme ou un village situé au bord d'une rivière. C'est peut-être la racine de la prononciation actuelle du nom – « White ham ».
Connue sous le nom de « Wytham House » jusqu'en 1850 environ, l'abbaye de Wytham est construite vers 1480 et fait partie des vastes terres des abbés d'Abingdon détenues depuis le XIIe siècle. Avec la dissolution des monastères, le domaine est vendu à Richard Harcourt et ensuite transmis par mariage aux comtes d'Abingdon. Le 5e comte fait de l'abbaye son siège principal au début des années 1800 et remodèle considérablement le bâtiment dans le style gothique de l'époque géorgienne, qu'il conserve aujourd'hui. Le remodelage est entrepris par Thomas Cundy en 1809-1810.
En 1920, le 7e comte vend l'abbaye, ainsi que le reste du domaine de 2 500 acres, au colonel Raymond Ffennell, qui lègue ensuite le tout à l'université d'Oxford. En 1956, l'Université divise l'abbaye en 14 appartements. Cependant, au cours des trois décennies suivantes, la structure se dégrade progressivement et, en 1991, la maison et le terrain sont proposés à la vente. Un couple acquiert la propriété et entreprend de restaurer le bâtiment et de lui redonner son usage historique de maison familiale. Ils vendent la maison à la Effective Ventures Foundation (anciennement nommée Center for Effective Altruism) en 2022.
L'abbaye a accueilli de nombreux invités illustres. La reine Elizabeth Ire séjourne dans la maison en tant que princesse, tout comme la jeune princesse Victoria, plus tard reine, quelque 300 ans plus tard. L'abbaye héberge également Oliver Cromwell lors du deuxième siège d'Oxford en 1646.